# Craspedia lanata
Craspedia lanata là một loài thực vật có hoa trong họ Cúc. Loài này được (Hook.f.) Allan mô tả khoa học đầu tiên năm 1961.